# Cañada de Gómez
Cañada de Gómez, è il capoluogo e la città più popolosa del Departamento (Dipartimento) Iriondo, che è situato nella parte meridionale della provincia argentina di Santa Fe.

## Geografia e clima
Ubicata a circa 70 km a nord-ovest dell'importante agglomerazione di Rosario, (seconda in Argentina dopo quella di Buenos Aires), e a 225 km dalla capitale della Provincia, Santa Fe, Cañada de Gómez è una vivace cittadina posta al centro della pampa humeda (pampa umida), regione particolarmente fertile e dal clima temperato. Le precipitazioni annue sono generalmente comprese fra gli 800 e i 1000 mm e la temperatura media si aggira attorno ai 17 °C con una media del mese più freddo (giugno, più raramente luglio) di circa 10 °C e del mese più caldo (gennaio) non superiore ai 24 °C. In inverno (giugno-agosto) possono prodursi notevoli sbalzi climatici nel corso di una stessa giornata e, talvolta, anche delle gelate. Rare sono invece le precipitazioni a carattere nevoso.

## Origini del nome
Il nome trae con molta probabilità origine dal capitano Miguel Gómez che, verso la metà del XVIII secolo fondò una tenuta agricola da lui battezzata Cañada de Gómez, cioè passaggio, tratturo di Gómez, segno evidente che sul posto doveva trovarsi un cammino battuto adibito al transito di persone e bestiame. Prima della nascita della città la zona era conosciuta soprattutto come Desmochado Abajo, denominazione che includeva però un territorio piuttosto ampio e mal definito.

## Storia

### Il Massacro di Cañada de Gómez
Nel corso delle guerre civili che desolarono la regione platense a cavallo fra gli anni cinquanta e sessanta del XIX secolo, si produsse un fatto di sangue particolarmente cruento conosciuto come il massacro di Cañada de Gómez (La matanza de Cañada de Gómez). Una divisione di cavalleria di Buenos Aires, comandata dal generale e uomo politico uruguayano Venancio Flores, sorprese, nelle campagne ove pochi anni più tardi sarebbe sorta la città, un distaccamento di truppe nemiche agli ordini del colonnello Cayetano Laprida, formato soprattutto da soldati santafesini. Era l'alba del 22 novembre 1861 e gli uomini di Laprida, sorpresi nel sonno, vennero, in massima parte, massacrati all'arma bianca. Sul terreno si contarono oltre trecento cadaveri, di cui solo due appartenenti alla divisione di Flores.

### I primi passi
L'abitato iniziò a svilupparsi sul finire degli anni sessanta dell'Ottocento, pochi anni dopo il tristemente celebre massacro, con la creazione di una stazione ferroviaria (1867). Questa venne edificata sulla linea del Ferrocarril Central Argentino che collegava, e collega tuttora, Rosario a Córdoba. Per il posto di capostazione venne incaricato un tedesco e tedeschi furono anche i primi proprietari terrieri della zona. Il censimento nazionale del 1869 dà testimonianza che nel paese e nelle sue immediate vicinanze vivevano 39 famiglie per un totale di 228 abitanti, fra cui cinque italiani.

### Immigrazione e sviluppo urbano
Nel (1875), solo sei anni dopo le prime rilevazioni censuali del 1869, gli italiani già formavano la colonia straniera più numerosa, segno evidente che si stava sviluppando in quegli anni un consistente flusso di immigrazione fra il paese mediterraneo e la Provincia di Santa Fe e, nel 1883 venne fondata la prima associazione italiana: Unione e Benevolenza. Nel 1885 Cañada de Gómez divenne comune e, secondo il censimento del 1887, si contarono 3.139 residenti fra cui un migliaio di stranieri. Fra questi ultimi prevalevano nettamente gli italiani, soprattutto di origine piemontese, che costituivano circa il 70% dell'intera colonia straniera presente e quasi la quarta parte della popolazione totale (708 nati in Italia, senza contare cioè molti dei loro figli venuti al mondo in Argentina). Il secondo gruppo etnico più numeroso era invece costituito dai francesi, con 142 unità. Questo fece sì che il paese si sviluppò con una forte impronta italiana determinata non solo dal numero degli appartenenti a quella nazionalità, pur considerevole, ma anche e soprattutto dal prestigio sociale e dal potere economico che essi avevano raggiunto. Va messo in evidenza che tale forte impronta non fu solo una peculiarità di Cañada de Gómez, ma si manifestò, nella stessa epoca, anche in altri importanti centri della pampa humeda, come Rafaela, Sunchales, San Jorge e Carcarañá nella provincia di Santa Fe e San Francisco, Laboulaye e Marcos Juárez nella Provincia di Cordoba. Come implicito riconoscimento al lavoro italiano (soprattutto piemontese) in quella vasta regione, venne coniato il termine, per designarla, di pampa gringa (gringo è, insieme a tano, l'epiteto con cui è ancor oggi conosciuto l'immigrante italiano in Argentina). Nel 1922 Cañada de Gómez diveniva municipio, veniva cioè promossa al rango di città.

## Teatri e musei
Cañada de Gómez possiede un teatro di notevoli dimensioni (mille posti circa), il Verdi, che ospita ogni tipo di rappresentazioni: lirico-concertistiche, di prosa e cinematografiche. L'edificio, dalle belle linee di ispirazione neoclassica, fu ideato dall'architetto e ingegnere italo-argentino Dante Ardigó e venne costruito per iniziativa della numerosa e influente colonia italiana. L'inaugurazione ebbe luogo il 14 febbraio 1925 con una rappresentazione dell'opera Il trovatore, di Giuseppe Verdi.
In città può essere visitato il Museo storico municipale, situato in alcune delle sale dei piani superiori del Teatro Verdi, un tempo sede della Dante Alighieri. Nei suoi spazi espositivi sono presenti oggetti, mappe e documenti relativi alla fondazione e allo sviluppo del centro abitato oltre a cimeli di vario genere (fra cui anche alcuni effetti personali appartenuti al celebre cantante Carlos Gardel).

## Economia
Per lungo tempo lo sviluppo economico di Cañada de Gómez si è fondato sull'agricoltura e sull'allevamento bovino e suino. Ricordiamo a questo proposito che la città si trova in una delle zone più fertili d'Argentina, nella cosiddetta pampa humeda. Pur conservando una notevole importanza nella formazione del reddito locale, negli ultimi decenni il settore primario ha subito però una certa stagnazione e oggigiorno industria e commercio sono senz'altro le fonti di ricchezza più importanti della città. Fra le attività manifatturiere vanno segnalate alcune importanti fabbriche di mobili, di calzature e di assemblaggio di veicoli speciali. L'industria chimica è da tempo radicata in zona con una consistente produzione di detergenti, pitture, deodoranti e insetticidi. Strettamente legata alle attività agropecuarie è la fabbricazione di strumenti e macchinari per usi agricoli.

## Frazioni e località
- Campo Carbonari
- Campo del Sol
- Campo Mosca
- Campo Yadanza
- La Casilla
- La Jacinta
- Las Trojas
- Santa Clara
- Santa María

## Festività
- Festival Folcloristico Las Tres Lunas (Le tre lune): 7, 8 e 9 febbraio.
- Festa patronale di san Pietro e Paolo (San Pietro è il santo protettore della città): 29 giugno.[senza fonte]